# Italiensk snokört
Italiensk snokört (Echium italicum) är en strävbladig växtart som beskrevs av Carl von Linné. Enligt Catalogue of Life ingår Italiensk snokört i släktet snokörter och familjen strävbladiga växter, men enligt Dyntaxa är tillhörigheten istället släktet snokörter och familjen strävbladiga växter. Arten har ej påträffats i Sverige.

## Underarter
Arten delas in i följande underarter:
- E. i. albereanum
- E. i. biebersteinii
- E. i. cantabricum
- E. i. italicum
- E. i. scaettae
- E. i. siculum
- E. i. balearicum

## Bildgalleri

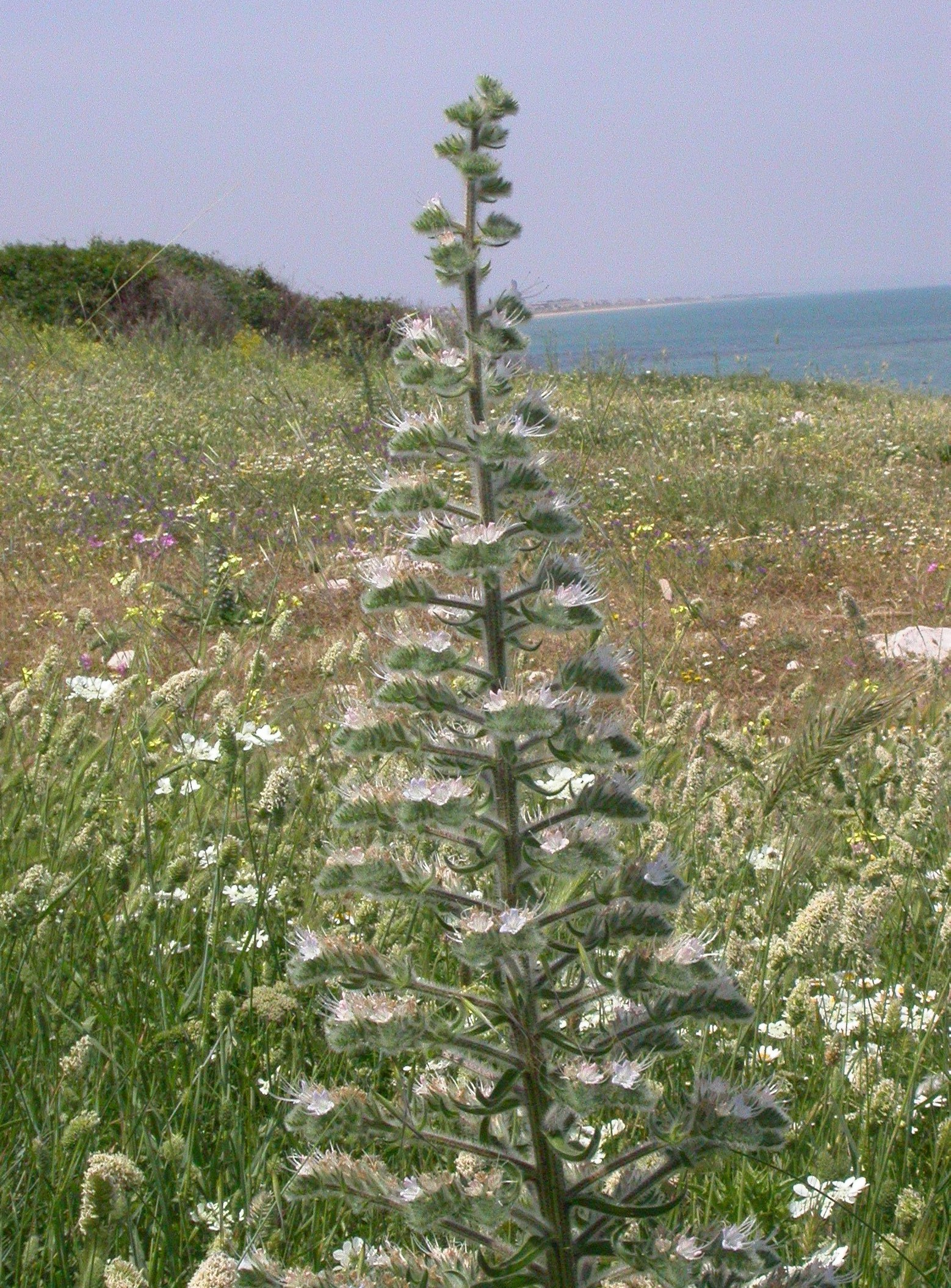
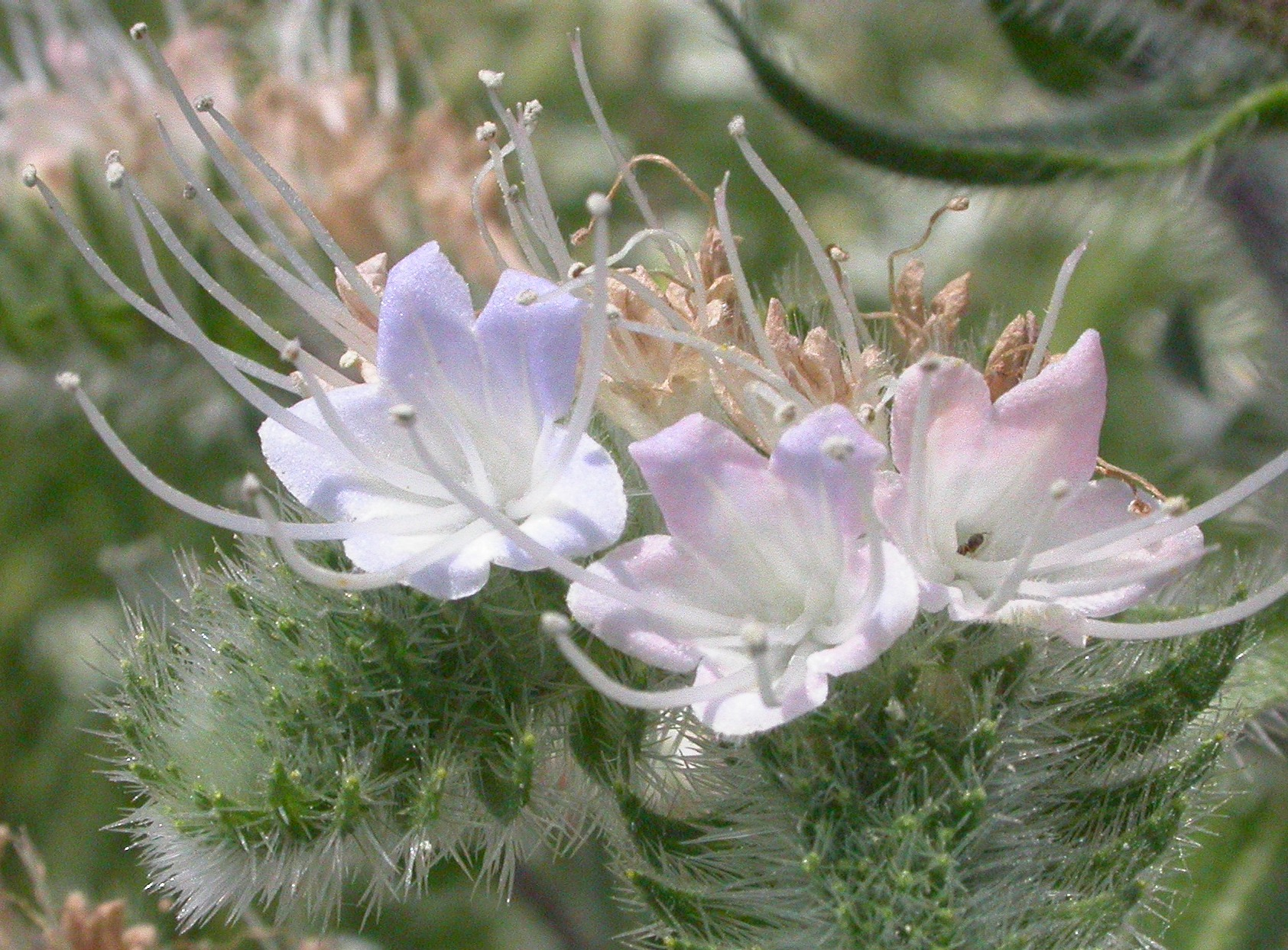
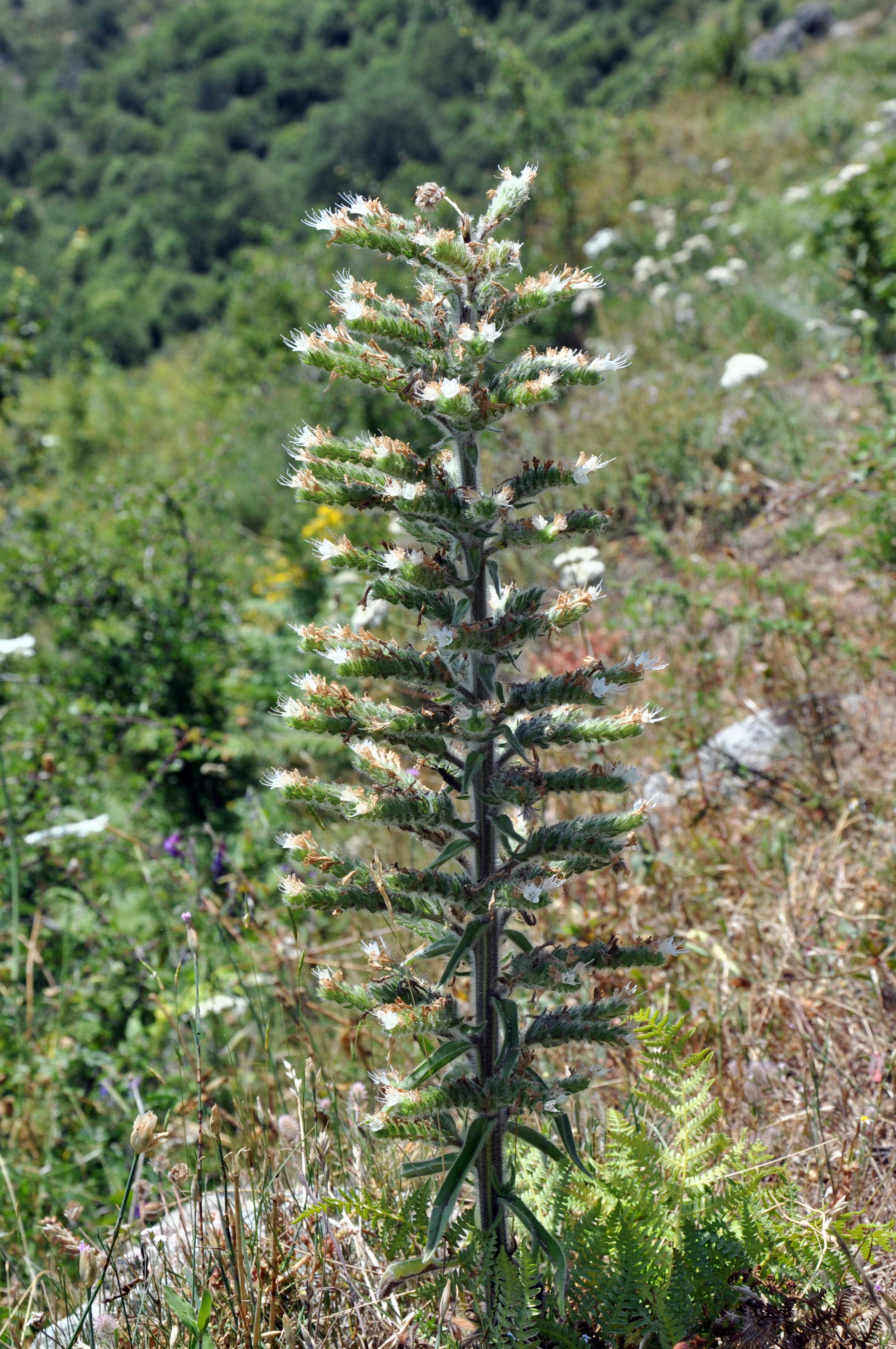
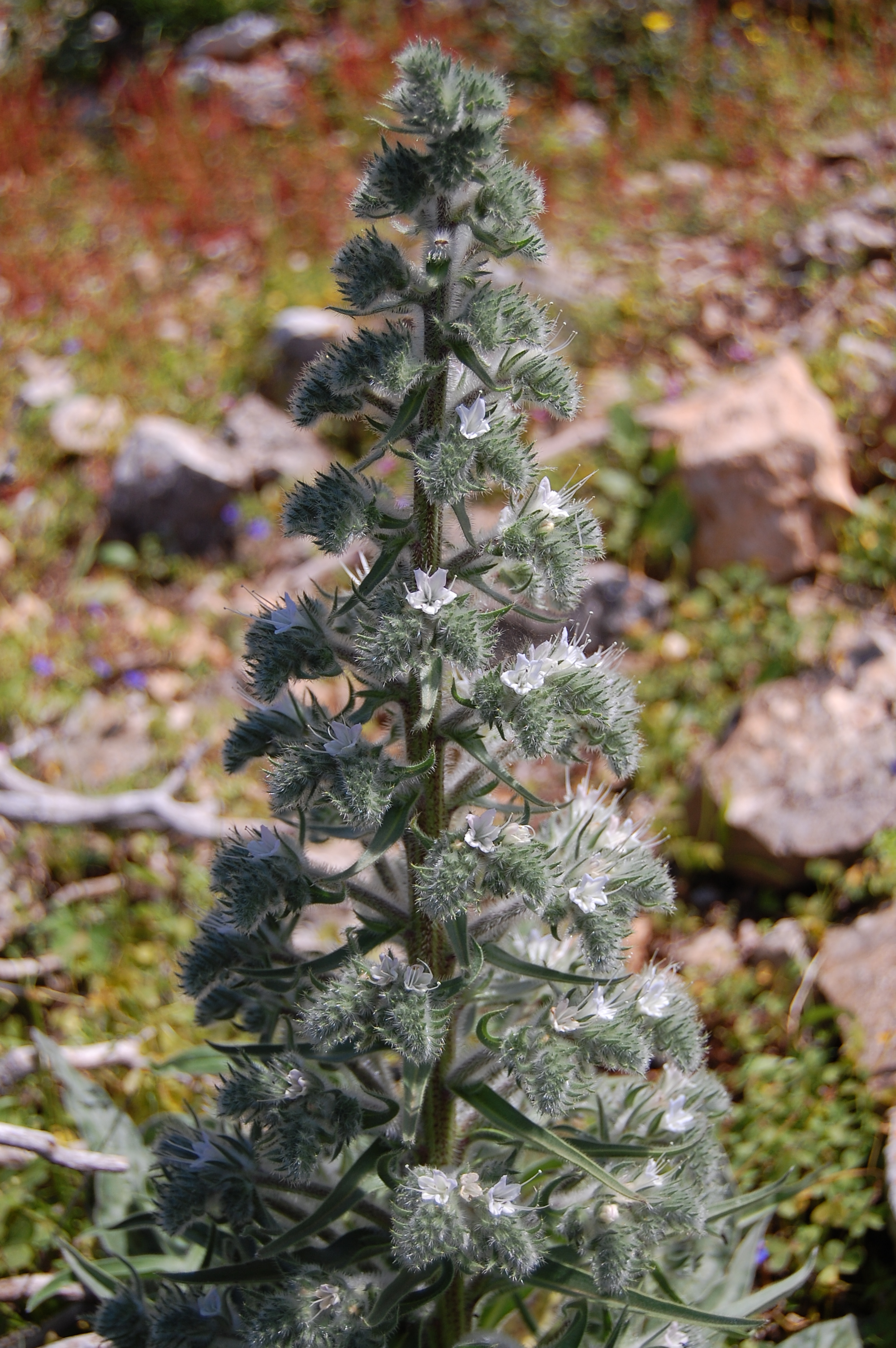
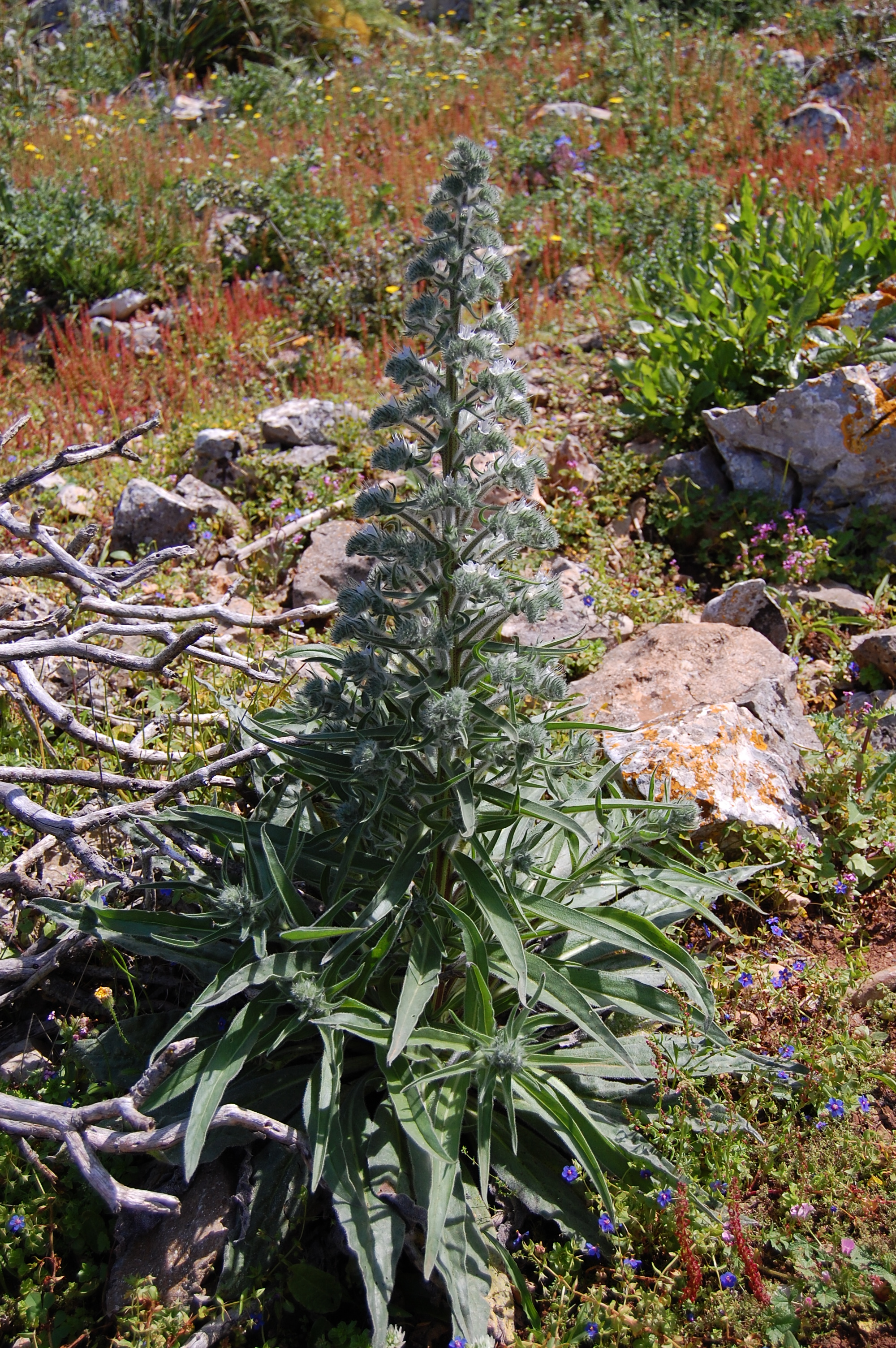
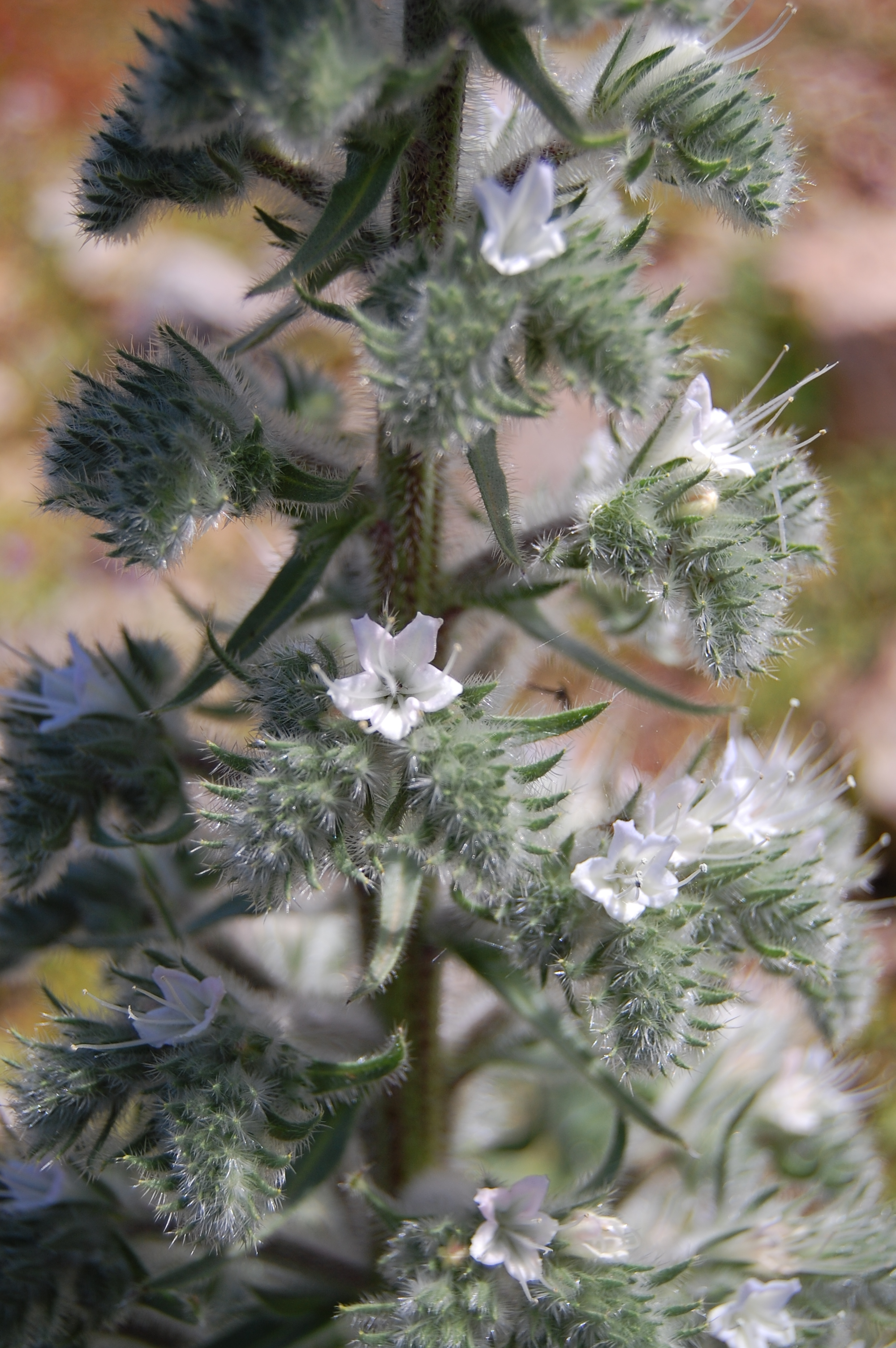